# 班杜爾卡河
班杜爾卡河（烏克蘭語：Бандурка），是烏克蘭的河流，位於該國東南部，屬於托克馬克河的右支流，流經扎波羅熱州，河畔城鎮有新米哈伊利夫卡和斯凱柳瓦泰。